# 와레시노부

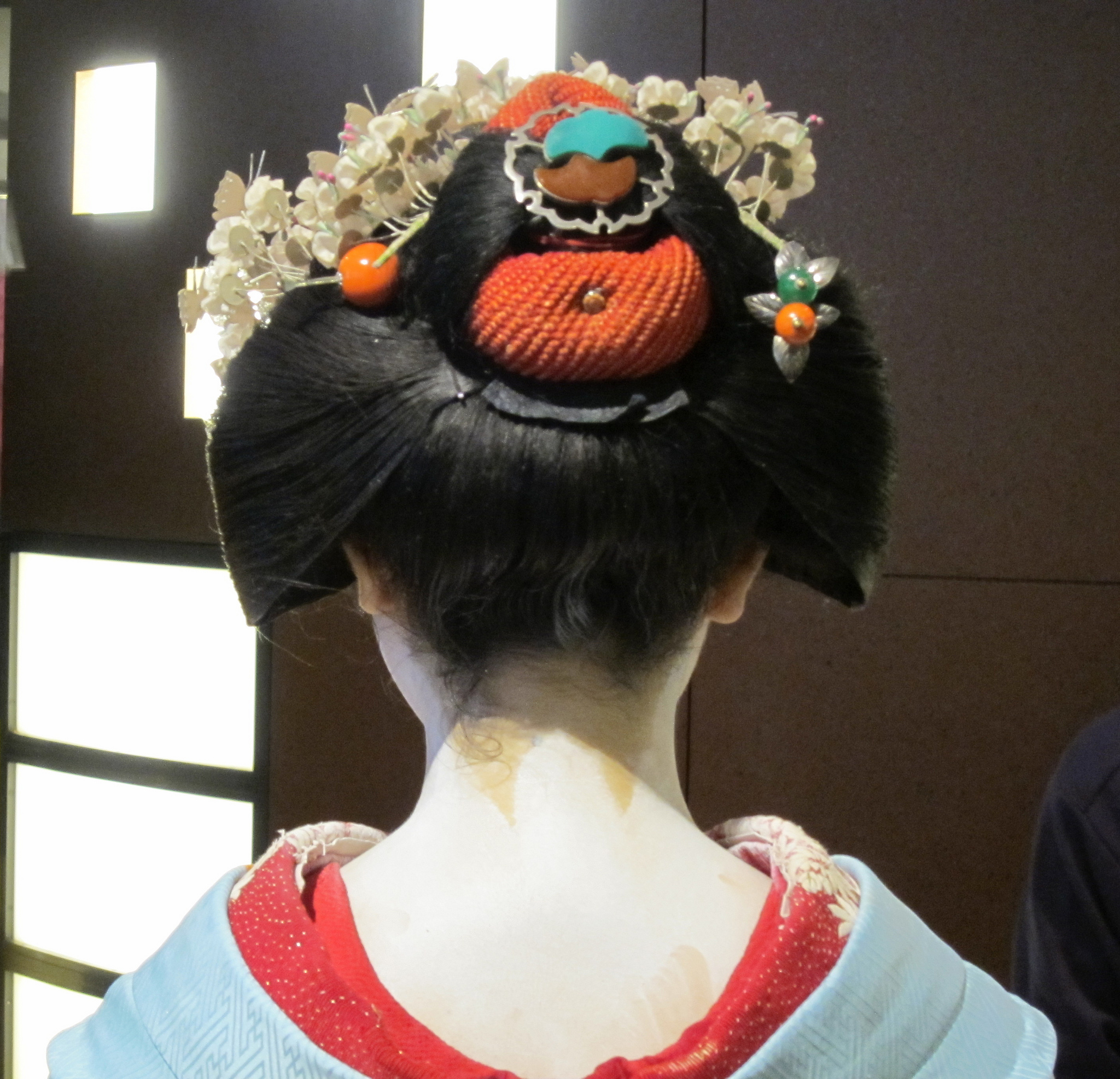
와레시노부

와레시노부(일본어: 割れしのぶ われしのぶ[*])는 교토에서 현재도 활약하고 있는 여성 예능인 마이코가 묶는 머리 스타일이다.
미세다시(데뷔)부터 1~2년 된 어린 마이코가 묶는 가체로, "아리마치시카노코"라 불리는 테가라나 "시카노코도메"나 "하나칸자시"라 불리는 특수한 머리 장식이 많이 사용된다. 화려하고 사랑스러운 머리 모양이다.
계설의 꽃을 본뜬 큰 꽃 비녀가 특징이며, 그 밖에 "비라칸자시(비라토메라고도함)", "교쿠신(玉簪)", "네자시(根挿し)" 등으로 장식한다.

## 같이 보기
- 오후쿠
- 삿코
- 마게카에